# Маттіас Теденбю
Маттіас Теденбю (швед. Mattias Tedenby; 21 лютого 1990, м. Ветланда, Швеція) — шведський хокеїст, лівий нападник. Виступає за «Нью-Джерсі Девілс» у Національній хокейній лізі.
Вихованець хокейної школи ХК «Вернаму». Виступав за ГВ-71, «Олбані Девілс» (АХЛ), «Нью-Джерсі Девілс».
В чемпіонатах НХЛ — 120 матчів (10+20). У чемпіонатах Швеції — 196 матчів (41+39), у плей-оф — 45 матчів (9+6).
У складі національної збірної Швеції учасник чемпіонату світу 2011 (9 матчів, 1+2). У складі молодіжної збірної Швеції учасник чемпіонатів світу 2009 і 2010. У складі юніорської збірної Швеції учасник чемпіонатів світу 2007 і 2008.
Досягнення
- Срібний призер чемпіонату світу (2011)
- Чемпіон Швеції (2008, 2010), срібний призер (2009)
- Срібний призер молодіжного чемпіонату світу (2009), бронзовий призер (2010)
- Бронзовий призер юніорського чемпіонату світу (2007).